# Göta kanal (bok)
Göta kanal är en diktsamling av författaren Mattias Alkberg, utgiven 2004 av Wahlström & Widstrand.